# Lijst van voetbalinterlands België - Italië
Deze lijst van voetbalinterlands is een overzicht van alle officiële voetbalwedstrijden tussen de nationale teams van België en Italië. De landen hebben tot op heden 26 keer tegen elkaar gespeeld. De eerste ontmoeting was een vriendschappelijke wedstrijd en werd gespeeld in Turijn op 1 mei 1913. Het laatste duel, een groepswedstrijd tijdens de UEFA Nations League 2024/25, vond plaats op 14 november 2024 in Brussel.

## Wedstrijden
| №  | Plaats    | Datum            | Competitie                  | Wedstrijd       | Uitslag |
| -- | --------- | ---------------- | --------------------------- | --------------- | ------- |
| 1  | Turijn    | 1 mei 1913       | Vriendschappelijk           | Italië − België | 1 − 0   |
| 2  | Antwerpen | 5 mei 1921       | Vriendschappelijk           | België − Italië | 2 − 3   |
| 3  | Milaan    | 21 mei 1922      | Vriendschappelijk           | Italië − België | 4 − 2   |
| 4  | Brussel   | 12 maart 1933    | Vriendschappelijk           | België − Italië | 2 − 3   |
| 5  | Milaan    | 15 mei 1938      | Vriendschappelijk           | Italië − België | 6 − 1   |
| 6  | Bologna   | 5 maart 1950     | Vriendschappelijk           | Italië − België | 3 − 1   |
| 7  | Brussel   | 24 februari 1952 | Vriendschappelijk           | België − Italië | 2 − 0   |
| 8  | Lugano    | 20 juni 1954     | WK 1954                     | Italië − België | 4 − 1   |
| 9  | Bari      | 16 januari 1955  | Vriendschappelijk           | Italië − België | 1 − 0   |
| 10 | Brussel   | 13 mei 1962      | Vriendschappelijk           | België − Italië | 1 − 3   |
| 11 | Milaan    | 29 april 1972    | EK 1972 kwalificatie        | Italië − België | 0 − 0   |
| 12 | Brussel   | 13 mei 1972      | EK 1972 kwalificatie        | België − Italië | 2 − 1   |
| 13 | Rome      | 26 januari 1977  | Vriendschappelijk           | Italië − België | 2 − 1   |
| 14 | Luik      | 21 december 1977 | Vriendschappelijk           | België − Italië | 0 − 1   |
| 15 | Rome      | 18 juni 1980     | EK 1980                     | Italië − België | 0 − 0   |
| 16 | Terni     | 13 februari 1991 | Vriendschappelijk           | Italië − België | 0 − 0   |
| 17 | Cremona   | 29 mei 1996      | Vriendschappelijk           | Italië − België | 2 − 2   |
| 18 | Lecce     | 13 november 1999 | Vriendschappelijk           | Italië − België | 1 − 3   |
| 19 | Brussel   | 14 juni 2000     | EK 2000                     | Italië − België | 2 − 0   |
| 20 | Florence  | 30 mei 2008      | Vriendschappelijk           | Italië − België | 3 − 1   |
| 21 | Brussel   | 13 november 2015 | Vriendschappelijk           | België − Italië | 3 − 1   |
| 22 | Lyon      | 13 juni 2016     | EK 2016                     | België − Italië | 0 − 2   |
| 23 | München   | 2 juli 2021      | EK 2020                     | België − Italië | 1 − 2   |
| 24 | Turijn    | 10 oktober 2021  | UEFA Nations League 2020/21 | Italië − België | 2 − 1   |
| 25 | Rome      | 10 oktober 2024  | UEFA Nations League 2024/25 | Italië − België | 2 − 2   |
| 26 | Brussel   | 14 november 2024 | UEFA Nations League 2024/25 | België − Italië | 0 − 1   |

## Samenvatting
| Competitie          | Totaal gespeeld | Winst België | Gelijk | Winst Italië | Doelsaldo België – Italië |
| ------------------- | --------------- | ------------ | ------ | ------------ | ------------------------- |
| WK-eindronde        | 1               | 0            | 0      | 1            | 1 − 4                     |
| EK-eindronde        | 4               | 0            | 1      | 3            | 1 − 6                     |
| EK-kwalificatie     | 2               | 1            | 1      | 0            | 2 − 1                     |
| UEFA Nations League | 3               | 0            | 1      | 2            | 3 − 5                     |
| Vriendschappelijk   | 16              | 3            | 2      | 11           | 21 − 34                   |
| Totaal              | 26              | 4            | 5      | 17           | 28 − 50                   |

Wedstrijden bepaald door strafschoppen worden, in lijn met de FIFA, als een gelijkspel gerekend.

## Details

### Vijftiende ontmoeting
| EK 1980 (Rome, Italië, 18 juni 1980): |              | |
| Italië | 0 – 0        | België |
| | goals        | |
| Enzo Bearzot | bondscoach   | Guy Thys |
| Dino Zoff Claudio Gentile Gabriele Oriali 46' Gaetano Scirea Fulvio Collovati Romeo Benetti Giancarlo Antognoni 36' Marco Tardelli Franco Causio Francesco Graziani Roberto Bettega | opstellingen | Jean-Marie Pfaff Eric Gerets Luc Millecamps Walter Meeuws Michel Renquin 48' Wilfried Van Moer René Vandereycken Julien Cools 77' Raymond Mommens François Van Der Elst Jan Ceulemans |
| Giuseppe Baresi 36' Alessandro Altobelli 46' | wissels      | 48' René Verheyen 77' Erwin Vandenbergh |
| Gabriele Oriali Franco Causio | gele kaarten | Walter Meeuws François Van Der Elst René Vandereycken |
| - Debuut van Alessandro Altobelli (Internazionale) voor Italië. |              | |

### Zestiende ontmoeting
| Vriendschappelijk (Terni, Italië, 13 februari 1991): |              | |
| Italië | 0 – 0        | België |
| | goals        | |
| Azeglio Vicini | bondscoach   | Guy Thys |
| Walter Zenga 46' Franco Baresi Ciro Ferrara Luigi De Agostini Pietro Vierchowod Giancarlo Marocchi Attilio Lombardo 67' Fernando De Napoli 67' Stefano Eranio Pierluigi Casiraghi Salvatore Schillaci | opstellingen | Michel Preud'homme Eric Gerets Georges Grün Philippe Albert Michel De Wolf Marc Emmers 72' Frank Dauwen Bruno Versavel Marc Degryse Erwin Vandenbergh 46' Jan Ceulemans |
| Stefano Tacconi 46' Gianluigi Lentini 67' Massimo Crippa 67' | wissels      | 46' Marc Wilmots 72' Lorenzo Staelens |
| - Debuut van Gianluigi Lentini (Torino) en Pierluigi Casiraghi (Juventus) voor Italië. - Debuut van Frank Dauwen (AA Gent) voor België.                                                               |              | |

### Zeventiende ontmoeting
| Vriendschappelijk (Cremona, Italië, 29 mei 1996): |              | |
| Italië | 2 – 2        | België |
| Alessandro Del Piero 25' Enrico Chiesa 55' | goals        | 5' Geoffrey Claeys 11' (e.d.) Amedeo Carboni |
| Arrigo Sacchi | bondscoach   | Wilfried Van Moer |
| Angelo Peruzzi Roberto Mussi Ciro Ferrara 47' Amadeo Carboni Luigi Apolloni Angelo De Livio 46' Roberto Di Matteo Demetrio Albertini Alessandro del Piero 65' Gianfranco Zola Fabrizio Ravanelli 46' | opstellingen | Philippe Vande Walle 46' Bertrand Crasson Dirk Medved Pascal Renier Philippe Léonard Geoffrey Claeys Lorenzo Staelens 64' Nico Van Kerckhoven 78' Gert Verheyen Enzo Scifo Luis Oliveira |
| Enrico Chiesa 46' Pierluigi Casiraghi 46' Moreno Torricelli 47' Dino Baggio 65' | wissels      | 46' Gunter Verjans 64' Karel Snoeckx 78' Christophe Lauwers |
| | gele kaarten | ??' Gunter Verjans |
| - Debuut van Enrico Chiesa (Sampdoria) voor Italië. - Debuut van Nico Van Kerckhoven (Lierse SK), Geoffrey Claeys (Cercle Brugge) en Karel Snoeckx (Lierse SK) voor België.                          |              | |

### Negentiende ontmoeting
| EK 2000 (Brussel, België, 14 juni 2000): |              | |
| België | 0 – 2        | Italië |
| | goals        | 6' Francesco Totti 66' Stefano Fiore |
| Robert Waseige | bondscoach   | Dino Zoff |
| Filip De Wilde Eric Deflandre Joos Valgaeren Lorenzo Staelens Yves Vanderhaeghe Marc Wilmots Bart Goor Émile Mpenza Branko Strupar 57' Nico Van Kerckhoven 44' Gert Verheyen 66' | opstellingen | Francesco Toldo Gianluca Zambrotta Paolo Maldini Mark Iuliano Fabio Cannavaro Antonio Conte 83' Stefano Fiore Demetrio Albertini Alessandro Nesta 63' Francesco Totti 77' Filippo Inzaghi |
| Marc Hendrikx 44' Luc Nilis 57' Mbo Mpenza 66' | wissels      | 63' Alessandro Del Piero 77' Marco Delvecchio 83' Massimo Ambrosini |
| Marc Wilmots 69' | gele kaarten | 44' Antonio Conte 47' Gianluca Zambrotta |

### 21ste ontmoeting
| Vriendschappelijk (Brussel, België, 13 november 2015): |              | |
| België | 3 – 1        | Italië |
| Jan Vertonghen 13' Kevin De Bruyne 74' Michy Batshuayi 82' | goals        | 3' Antonio Candreva |
| Marc Wilmots | bondscoach   | Antonio Conte |
| Simon Mignolet Jan Vertonghen Nicolas Lombaerts Toby Alderweireld Luis Pedro Cavanda 63' Axel Witsel Radja Nainggolan Eden Hazard Kevin De Bruyne Yannick Ferreira Carrasco 87' Romelu Lukaku 63' | opstellingen | Gianluigi Buffon 90+2' Leonardo Bonucci Giorgio Chiellini Matteo Darmian 89' Mattia De Sciglio Claudio Marchisio Antonio Candreva 60' Marco Parolo 80' Alessandro Florenzi 80' Éder 80' Graziano Pellè |
| Michy Batshuayi 63' Jason Denayer 63' Kevin Mirallas 87' | wissels      | 60' Roberto Soriano 80' Stephan El Shaarawy 80' Simone Zaza 80' Stefano Okaka 89' Luca Antonelli 90+2' Andrea Barzagli                                                                                 |
| Jan Vertonghen 25' Axel Witsel 33' | gele kaarten | 27' Éder 34' Giorgio Chiellini 90' Luca Antonelli |

### 22ste ontmoeting
| EK 2016 (Lyon, Frankrijk, 13 juni 2016): |              | |
| België | 0 – 2        | Italië |
| | goals        | 32' Emanuele Giaccherini 90' Graziano Pellè |
| Marc Wilmots | bondscoach   | Antonio Conte |
| Thibaut Courtois Toby Alderweireld Thomas Vermaelen Radja Nainggolan 62' Jan Vertonghen Axel Witsel Kevin De Bruyne Marouane Fellaini Eden Hazard Laurent Ciman 75' Romelu Lukaku 73' | opstellingen | Gianluigi Buffon Giorgio Chiellini 58' Matteo Darmian Antonio Candreva 78' Daniele De Rossi Marco Parolo Leonardo Bonucci Andrea Barzagli Emanuele Giaccherini 75' Éder Graziano Pellè |
| Dries Mertens 62' Divock Origi 73' Yannick Ferreira Carrasco 75' | wissels      | 58' Mattia De Sciglio 75' Ciro Immobile 78' Thiago Motta |
| Jan Vertonghen 90' | gele kaarten | 65' Giorgio Chiellini 75' Éder 78' Leonardo Bonucci 84' Thiago Motta |